# Cherethianá
Cherethianá, en grec moderne : Χαιρεθιανά, est un village du dème de Kissamos, dans le district régional de La Canée, de la Crète, en Grèce. Selon le recensement de 2011, la population de Cherethianá compte 70 habitants. Le village est situé à une altitude de 160 m et à une distance de 41 km de La Canée.

## Recensements de la population
| Recensements | 1900 | 1920 | 1928 | 1940 | 1951 | 1961 | 1971 | 1981 | 1991 | 2001 | 2011 |
| ------------ | ---- | ---- | ---- | ---- | ---- | ---- | ---- | ---- | ---- | ---- | ---- |
| Population   | 155  | 155  | -    | 167  | 138  | 151  | 145  | 125  |      | 89   | 70   |